# Kastellkyrkan
Kastellkyrkan är en kyrkobyggnad i Karlshamns församling i Lunds stift, belägen nära Karlshamns kastell på Frisholmen, en holme i Karlshamns hamninlopp.

## Historia
År 1675 hade kastellet en egen kyrkolokal, belägen i områdets nordvästra del. På 1740-talet hade denna förfallit och en barackbyggnad på nordöstra delen av ön blev ny kyrkolokal. 1865 upphörde garnisonen. Den sistnämnda kyrkolokalen har senare återuppbyggts och invigdes på pingstdagen 1975.

## Kyrkobyggnaden
Kyrkan är byggd efter ritningar från Krigsarkivet efter Krigsarkivets inventeringar och återspeglar 1700-talsbyggnaden. Byggnadens väggar består av 1700-talstimmer som hämtades från en kvarnbyggnad vid Ågatan i Karlshamn. Byggnaden är 24 meter lång. Förutom kyrkorummet finns det ett annat rum med historiska dokument och en kaffestuga. 
Kyrkan används för gudstjänster och är öppen för vigslar och barndop. Den första vigseln skedde midsommarafton år 1975.

## Inventarier
I kyrkan finns det ett tjugotal träbänkar och altarbord samt altarskrank i trä med knäfall. Altartavlan består av ett kors i sjödränkt ek som är skänkt av Sällskapet Castellanerna. De lampetter med levande ljus som finns i kyrkan kommer från Karlshamns kyrka. 